# 영상 처리
영상 처리(Image processing) 또는 화상 처리는 넓게는 입출력이 영상인 모든 형태의 정보 처리를 가리키며, 사진이나 동영상을 처리하는 것이 대표적인 예이다. 대부분의 영상 처리 기법은 화상을 2차원 신호로 보고 여기에 표준적인 신호 처리 기법을 적용하는 방법을 쓴다.
20세기 중반까지 영상 처리는 아날로그로 이루어졌으며, 대부분 광학과 연관된 방법이었다. 이런 영상 처리는 현재까지도 홀로그래피 등에 사용되지만, 컴퓨터 처리 속도의 향상으로 인해 이런 기법들은 디지털 영상 처리 기법으로 많이 대체되었다. 일반적으로 디지털 영상 처리는 다양한 방법으로 쓰일 수 있으며 정확하다는 장점이 있고, 아날로그보다 구현하기 쉽기도 하다. 더 빠른 처리를 위해서 파이프라인과 같은 컴퓨터 기술들이 쓰이기도 한다.

## 처리기법
영상 처리 기법 중 널리 쓰이는 방법으로는
- 확대·축소·회전 등과 같은 유클리드 기하학적 변환
- 명도·대비 등의 색 보정과 색 사상, 색조화, 양자화 혹은 다른 색 공간으로의 색 변환
- 디지털 합성 혹은 광학 합성 (둘 이상의 영상을 결합하는 것). 필름에서 쓰이는 "매트 바인드".
- 내삽, 모자이크 벗기기, 베이어 필터를 이용한 Raw 이미지 형식 복구
- 영상 정합 (둘 이상의 영상을 맞추는 것)
- 영상 변형
- 영상 인식 (글자 인식, 얼굴 인식 등)
- 영상 분할
- 다수의 영상을 합쳐 HDR (High dynamic range) 영상 만들기
- 기하학적 해싱을 이용한 2차원 물체 인식

## 응용
- 컴퓨터 비전
- 그림 순서 정렬 (sorting)
- 증강 현실
- 얼굴 검출
- 특징 검출
- 차선 이탈 검출
- 비광학적 영상
- 의료 영상 처리
- 현미경 영상 처리
- 형태 영상 처리
- 원격 탐사

## 같이 보기
- 디지털 화상 처리